# Collana (municipio)
Collana es un a localidad y un municipio de Bolivia, ubicado en el departamento de La Paz. El municipio de Collana es uno de los siete municipios que conforman la provincia de Aroma.
Según el último censo oficial realizado por el Instituto Nacional de Estadística de Bolivia (INE) en 2012, el municipio cuenta con una población de 5.042 habitantes y está situado a una altitud promedio de 3900 metros sobre el nivel del mar.
El municipio posee una extensión superficial de 105 km² y una densidad de población de 48,01 hab/km² (habitante por kilómetro cuadrado).

## Demografía
De acuerdo con el censo boliviano de 2024, la población del municipio de Collana es de 5 525 habitantes.
La población del municipio casi se triplicó entre 1992 y 2024:
| Año  | Habitantes (municipio) | Fuente                  |
| ---- | ---------------------- | ----------------------- |
| 1992 | 2 024                  | Censo boliviano de 1992 |
| 2001 | 2 927                  | Censo boliviano de 2001 |
| 2012 | 5 042                  | Censo boliviano de 2012 |
| 2024 | 5 525                  | Censo boliviano de 2024 |

## Geografía
El municipio de Collana se ubica en el noroeste de la provincia de Aroma, al sur del departamento de La Paz. Limita al norte con el municipio de Viacha de la provincia de Ingavi, al este con el municipio de Calamarca, al sur con el municipio de Colquencha, y al oeste con el municipio de Comanche de la provincia de Pacajes.